# Marcela Vacarezza
Marcela Paz Vacarezza Etcheverry (née le 8 mai 1970 à Antofagasta), est une mannequin, journaliste et animatrice de télévision chilienne.

## Miss Univers Chili 1992
- Précédé de: Cecilia Alfaro Navarrete (Miss Univers Chili 1991)
- Suivi de: Savka Pollak Tomasevic (Miss Univers Chili 1993)

## Télévision

### Émission
- 1994-1998 : La ola (La Red)
- 2000-2003 : Enemigas (Chilevisión) : Animatrice (avec Viviana Nunes)
- 2004-2006 : En Portada (La Red) : Animatrice
- 2006-2009 : Gente como tú (Chilevisión) : Animatrice
- 2009-2012 : SQP (Chilevisión) : Panéliste/Commentatrice de spectacles
- 2011 : Fiebre de baile (Chilevisión) : Elle-meme/Participante
- 2012 : 1er Festival Viva Dichato (Mega) : Présentatrice (1re nuit)
- 2012-2013 : Alfombra Roja (Canal 13) : Panéliste/Commentatrice de spectacles
- 2013 : Mañaneros (La Red) : Animatrice invitée
- 2014 : El elegido (Chilevisión) : Jury
- 2014 : Alfombra Roja (Canal 13) : Animatrice